# Jacob Gillig

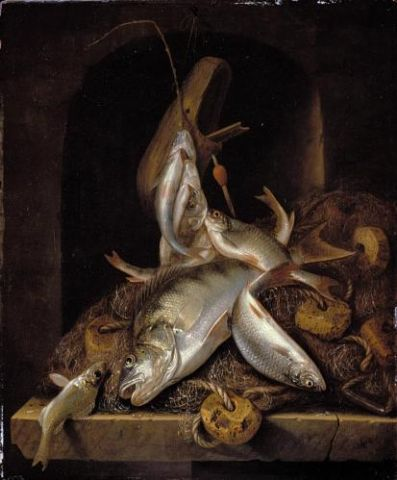
Visstilleven, 1684, privécollectie

Jacob Gillig (Utrecht, ca. 1636 - aldaar, 24 juli 1701) was een Nederlands kunstschilder uit de periode van de Gouden Eeuw. Hij vervaardigde enkele portretten, maar werd vooral vermaard door zijn visstillevens. 
Volgens Arnold Houbraken was hij niet zeer bedreven in de portretkunst, zoals hij vermeldt in een komische anekdote in zijn werk De groote schouburgh der Nederlantsche konstschilders en schilderessen.
Gillig (of Gellig) was van oorsprong koopman en werd later ook gevangenbewaarder. Op 25-jarige leeftijd trouwde hij met Hester Willaerts, een dochter van de marineschilder Adam Willaerts. Daarmee werd hij ook de zwager van Abraham Willaerts en diens schilderende broers Cornelis en Isaac. Hij raakte daardoor in de ban van de schilderkunst en ontwikkelde zich tot een bekwaam weergever van dode riviervissen zoals die op de markt in Utrecht werden aangeboden. Vaak worden de vissen in een piramidale vorm afgebeeld.
Gillig overleed in Utrecht op 24 juli 1701.